# Бизоний Рог
Бизоний Рог (англ. Buffalo Horn; ? — июнь 1878) — лидер индейского племени банноков во время Баннокской войны в 1878 году.

## Биография
Его дата рождения неизвестна. После смерти верховного вождя Таги, он становится лидером банноков. Бизоний Рог, подающий надежды молодой воин, принял активное участие во время Войны не-персе, служа скаутом в американской армии. Во время службы в армии он хорошо проявил себя и заслужил славу бесстрашного воина. 
Когда среди банноков начался голод в 1878 году большая часть воинов собралась вокруг Бизоньего Рога. Он смог добиться от военного командования получения боеприпасов для своих людей. Индейцы пришли в ярость, когда обнаружили, что свиньи белых людей выкапывают и поедают луковицы камаса на их землях. Кроме того, поблизости паслось большое количество крупного рогатого скота поселенцев. Это возмутило людей Бизоньего Рога — банноки теперь были решительно настроены на войну с белыми. 
Индейцы одних поселенцев убили, других им удалось изгнать. Убивая поселенцев и угоняя по пути их лошадей, банноки пересекли реку Снейк и 2 июня 1878 года направились к реке Бруно. Узнав, что банноки подняли восстание, в городе Силвер-Сити, Айдахо, был организован отряд добровольцев. 8 июня 1878 года между этим отрядом и группой банноков, состоящей из 60 воинов, произошло сражение. Банноки убили двух белых и ранили ещё нескольких, но их вождь был смертельно ранен в этом бою. Доподлинно неизвестно, кто убил лидера восставших индейцев. По одним сведениям, он был смертельно ранен белым, по другим — его настигла пуля индейского скаута из племени пайютов, находившегося в отряде добровольцев. Спустя некоторое время, Бизоний Рог попросил своих воинов оставить его одного, чтобы спокойно умереть.